# San Mateo (Nowy Meksyk)
San Mateo – jednostka osadnicza w Stanach Zjednoczonych, w stanie Nowy Meksyk, w hrabstwie Cibola.